# Associazione Sportiva Taranto 1935-1936
Questa voce raccoglie le informazioni riguardanti l'Associazione Sportiva Taranto nelle competizioni ufficiali della stagione 1935-1936.

## Rosa
| N. |                   | Ruolo | Calciatore          |
| -- | ----------------- | ----- | ------------------- |
|    | Italia (bandiera) | C     | Edmondo Bellacicca  |
|    | Italia (bandiera) | A     | Oreste Benet        |
|    | Italia (bandiera) | P     | Adolfo Bolognini    |
|    | Italia (bandiera) | A     | Vittorio Coccolo    |
|    | Italia (bandiera) | A     | Giordano Colaussi   |
|    | Italia (bandiera) | C     | Fausto Comar        |
|    | Italia (bandiera) | C     | Aldo Dapas          |
|    | Italia (bandiera) | D     | Michele Giraud (II) |
|    | Italia (bandiera) | A     | Vincenzo Lepre      |
|    | Italia (bandiera) | A     | Luciano Maran       |
|    | Italia (bandiera) | A     | Silvio Mazzoli      |

| N. |                   | Ruolo | Calciatore            |
| -- | ----------------- | ----- | --------------------- |
|    | Italia (bandiera) | C     | Libero Molinis        |
|    | Italia (bandiera) | C     | Salvatore Perrucci    |
|    | Italia (bandiera) | D     | Franco Pincelli       |
|    | Italia (bandiera) | A     | Spartaco Romano       |
|    | Italia (bandiera) | C     | Ruggero Salar         |
|    | Italia (bandiera) | P     | Guido Sellan          |
|    | Italia (bandiera) | A     | Alvise Spanghero (II) |
|    | Italia (bandiera) | C     | Angelo Strata         |
|    | Italia (bandiera) | D     | Armando Toso          |
|    | Italia (bandiera) | A     | Ruggero Zanolla       |

## Risultati

### Serie B

#### Girone di andata
| Verona 15 settembre 1935 1ª giornata | Verona | 3 – 0 | Taranto |  |

| Vercelli 22 settembre 1935 2ª giornata | Pro Vercelli | 1 – 0 | Taranto | Stadio Leonida Robbiano |

| Taranto 29 settembre 1935 3ª giornata | Taranto | 0 – 1 | Lucchese |  |

| Ferrara 6 ottobre 1935 4ª giornata | SPAL | 3 – 1 | Taranto |  |

| Taranto 13 ottobre 1935 5ª giornata | Taranto | 0 – 0 | Modena |  |

| Livorno 20 ottobre 1935 6ª giornata | Livorno | 3 – 1 | Taranto |  |

| Foggia 27 ottobre 1935 7ª giornata | Foggia | 0 – 1 | Taranto |  |

| Taranto 3 novembre 1935 8ª giornata | Taranto | 1 – 1 | Messina |  |

| Viareggio 10 novembre 1935 9ª giornata | Viareggio | 1 – 0 | Taranto |  |

| Taranto 17 novembre 1935 10ª giornata | Taranto | 4 – 0 | Pisa |  |

| L'Aquila 1 dicembre 1935 11ª giornata | Aquila | 2 – 0 | Taranto |  |

| Vigevano 8 dicembre 1935 12ª giornata | GC Vigevanesi | 0 – 0 | Taranto |  |

| Taranto 15 dicembre 1935 13ª giornata | Taranto | 2 – 0 | Pistoiese |  |

| Taranto 22 dicembre 1935 14ª giornata | Taranto | 3 – 1 | Catania |  |

| Siena 29 dicembre 1935 15ª giornata | Siena | 2 – 0 | Taranto |  |

| Taranto 5 gennaio 1936 16ª giornata | Taranto | 1 – 1 | Novara |  |

| Taranto 12 gennaio 1936 17ª giornata | Taranto | 0 – 1 | Atalanta |  |

#### Girone di ritorno
| Taranto 26 gennaio 1936 18ª giornata | Taranto | 0 – 0 | Verona |  |

| Taranto 2 febbraio 1936 19ª giornata | Taranto | 0 – 0 | Pro Vercelli |  |

| Lucca 9 febbraio 1936 20ª giornata | Lucchese | 4 – 1 | Taranto |  |

| Taranto 16 febbraio 1936 21ª giornata | Taranto | 0 – 1 | SPAL |  |

| Modena 23 febbraio 1936 22ª giornata | Modena | 1 – 0 | Taranto |  |

| Taranto 1 marzo 1936 23ª giornata | Taranto | 0 – 0 | Livorno |  |

| Taranto 8 marzo 1936 24ª giornata | Taranto | 1 – 1 | Foggia |  |

| Messina 15 marzo 1936 25ª giornata | Messina | 2 – 1 | Taranto |  |

| Taranto 22 marzo 1936 26ª giornata | Taranto | 0 – 0 | Viareggio |  |

| Pisa 29 marzo 1936 27ª giornata | Pisa | 2 – 0 | Taranto |  |

| Taranto 12 aprile 1936 28ª giornata | Taranto | 0 – 1 | L'Aquila |  |

| Taranto 21 aprile 1936 29ª giornata | Taranto | 3 – 1 | Vigevano |  |

| Pistoia 26 aprile 1936 30ª giornata | Pistoiese | 1 – 0 | Taranto |  |

| Catania 3 maggio 1936 31ª giornata | Catania | 1 – 0 | Taranto |  |

| Taranto 10 maggio 1936 32ª giornata | Taranto | 0 – 1 | Siena |  |

| Novara 24 maggio 1936 33ª giornata | Novara | 1 – 0 | Taranto |  |

| Bergamo 31 maggio 1936 34ª giornata | Atalanta | 1 – 0 | Taranto |  |

## Statistiche

### Statistiche di squadra
| Competizione | Punti | In casa | In casa | In casa | In casa | In casa | In casa | In trasferta | In trasferta | In trasferta | In trasferta | In trasferta | In trasferta | Totale | Totale | Totale | Totale | Totale | Totale | DR  |
| Competizione | Punti | G       | V       | N       | P       | Gf      | Gs      | G            | V            | N            | P            | Gf           | Gs           | G      | V      | N      | P      | Gf     | Gs     | DR  |
| ------------ | ----- | ------- | ------- | ------- | ------- | ------- | ------- | ------------ | ------------ | ------------ | ------------ | ------------ | ------------ | ------ | ------ | ------ | ------ | ------ | ------ | --- |
| Serie B      | 19    | 17      | 4       | 8       | 5       | 15      | 10      | 17           | 1            | 1            | 15           | 5            | 28           | 34     | 5      | 9      | 20     | 20     | 38     | -18 |
| Coppa Italia |       | 1       | 0       | 1       | 0       | 1       | 1       | 1            | 0            | 0            | 1            | 1            | 2            | 2      | 0      | 1      | 1      | 2      | 3      | -1  |
| Totale       |       | 18      | 4       | 9       | 5       | 16      | 11      | 18           | 1            | 1            | 16           | 6            | 30           | 36     | 5      | 10     | 21     | 22     | 41     | -19 |

### Statistiche dei giocatori
| Giocatore     | Serie B  | Serie B | Coppa Italia | Coppa Italia | Totale   | Totale |
| Giocatore     | Presenze | Reti    | Presenze     | Reti         | Presenze | Reti   |
| ------------- | -------- | ------- | ------------ | ------------ | -------- | ------ |
| E. Bellacicca | 1        | 0       | ?            | ?            | 1+       | 0+     |
| O. Benet      | 33       | 0       | ?            | ?            | 33+      | 0+     |
| A. Bolognini  | 3        | -?      | ?            | ?            | 3+       | 0+     |
| V. Coccolo    | 17       | 3       | ?            | ?            | 17+      | 3+     |
| G. Colaussi   | 23       | 3       | ?            | ?            | 23+      | 3+     |
| F. Comar      | 26       | 2       | ?            | ?            | 26+      | 2+     |
| A. Dapas      | 16       | 2       | ?            | ?            | 16+      | 2+     |
| M. Giraud     | 30       | 0       | ?            | ?            | 30+      | 0+     |
| V. Lepre      | 4        | 1       | ?            | ?            | 4+       | 1+     |
| L. Maran      | 14       | 1       | ?            | ?            | 14+      | 1+     |
| S. Mazzoli    | 15       | 1       | ?            | ?            | 15+      | 1+     |
| L. Molinis    | 1        | 0       | ?            | ?            | 1+       | 0+     |
| S. Perrucci   | 31       | 1       | ?            | ?            | 31+      | 1+     |
| F. Pincelli   | 18       | 0       | ?            | ?            | 18+      | 0+     |
| S. Romano     | 9        | 0       | ?            | ?            | 9+       | 0+     |
| R. Salar      | 10       | 0       | ?            | ?            | 10+      | 0+     |
| G. Sellan     | 31       | -?      | ?            | ?            | 31+      | 0+     |
| A. Spanghero  | 18       | 5       | ?            | ?            | 18+      | 5+     |
| A. Strata     | 28       | 0       | ?            | ?            | 28+      | 0+     |
| A. Toso       | 18       | 0       | ?            | ?            | 18+      | 0+     |
| R. Zanolla    | 28       | 1       | ?            | ?            | 28+      | 1+     |